# Radsia goodallii
Radsia goodallii is een keverslakkensoort uit de familie van de Chitonidae. De wetenschappelijke naam van de soort is voor het eerst geldig gepubliceerd in 1832 door Broderip in Broderip & Sowerby.